# Quattro Cantoni (L'Aquila)
Quattro Cantoni è il nome con cui comunemente è indicata l'intersezione a raso a quattro braccia nel centro storico dell'Aquila in cui si incrociano Corso Vittorio Emanuele, principale asse nord-sud della città, e Corso Principe Umberto e Via San Bernardino, rispettivamente asse ovest ed est.

## Descrizione
I Quattro Cantoni sono composti da, appunto, quattro cantonali facenti parte di quattro distinti edifici: 
- Palazzo Fibbioni Lopez a nord-est: palazzo settecentesco con cantonale in pietra, portale bugnato e finestre con cornice restauro completato nel 2014, attualmente sede del municipio e di altre istituzioni nell'attesa del restauro di palazzo Margherita;
- Palazzo INA a sud-est: edificato nella prima metà del '900 e importante esempio di architettura razionalista, è dotato di loggiato in "quota" nella conca di Via San Bernardino e dopo i restauri ospita lo storico Bar del Corso;
- Palazzo del Convitto a sud-ovest: edificio ottocentesco neoclassico dotato di porticato su 2 lati, ancora inagibile a causa del terremoto del 2009, prima del quale ospitava, tra le altre cose, la Camera di Commercio dell'Aquila, il Convitto Nazionale Domenico Cotugno e la Biblioteca provinciale Salvatore Tommasi;
- Palazzo Ciolina a nord-ovest: parte dell'aggregato Palazzo Ciolina-Ciampella, edificio settecentesco che si estende fino a Piazza Palazzo, è composto da un grande cantonale in pietra sulla cui parete è presente il Monumento a Umberto I di Savoia ed è stato riconsegnato nel 2016[1] dopo il restauro post-sisma.

I Quattro Cantoni rappresentano il punto in cui avviene la divisione di Corso Vittorio Emanuele in Corso stretto a nord, terminante nei pressi della Fontana luminosa, e Corso largo a sud, che va a confluire nella Piazza del Duomo. Inoltre sono il punto in cui si incrociano tra dei quattro quarti in cui è diviso il centro storico aquilano: il quarto di Santa Maria comprende sia Palazzo Fibbione che Palazzo Ciolina, il quarto di Santa Giusta il palazzo INA e il quarto di San Pietro il Palazzo del Convitto.

## Storia

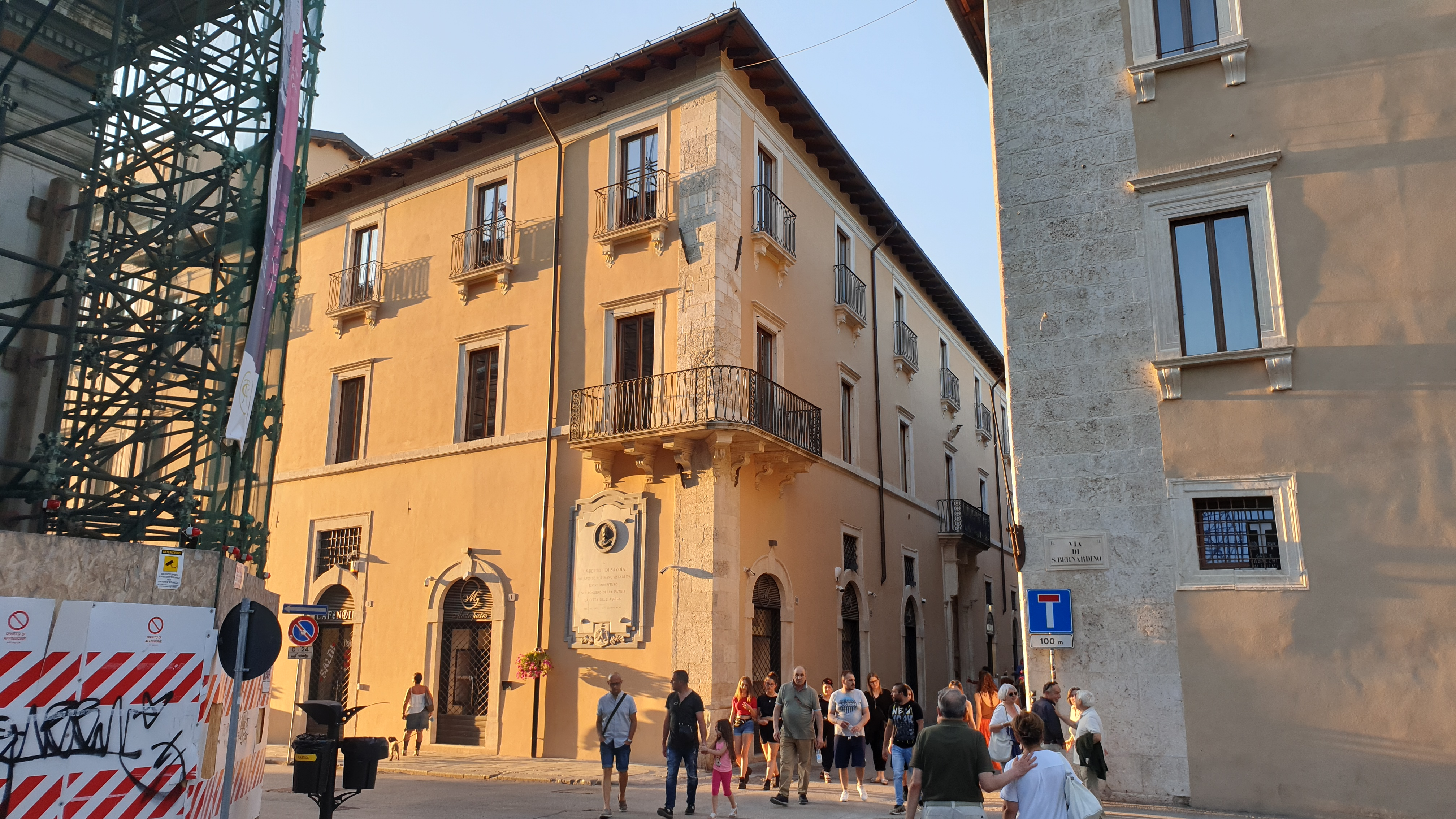
I Quattro Cantoni: in vista palazzo Ciolina-Ciampella (sinistra) e sulla destra parte del palazzo Fibbioni Lopez, su via San Bernardino

Nel 1878 l'incrocio tra il corso Vittorio Emanuele e il corso Principe Umberto, a carattere rinascimentale, fu modificato con la costruzione del Palazzo del Convitto al posto del Convento di San Francesco a Palazzo, dai portici neoclassici mentre al 1934 risale la demolizione totale delle case che stavano all'incrocio del corso Vittorio con via San Bernardino, dal chiaro aspetto tardo settecentesco, per lasciare posto alla costruzione del Palazzo dell'Istituto Nazionale Assicurazioni (INAIL) e del suo loggiato in stile chiaramente littorio razionalista, che conduce alla Basilica di San Bernardino.
I palazzi affacciati sui Quattro Cantoni hanno subito danni col terremoto del 2009 ma, ad eccezione del Palazzo del Convitto, sono stati tutti restaurati. Dal 2014 il palazzo Fibbioni-Lopez ospita la sede provvisoria del Comune dell'Aquila, a causa del mancato restauro del vicino Palazzo Margherita.

## Galleria d'immagini

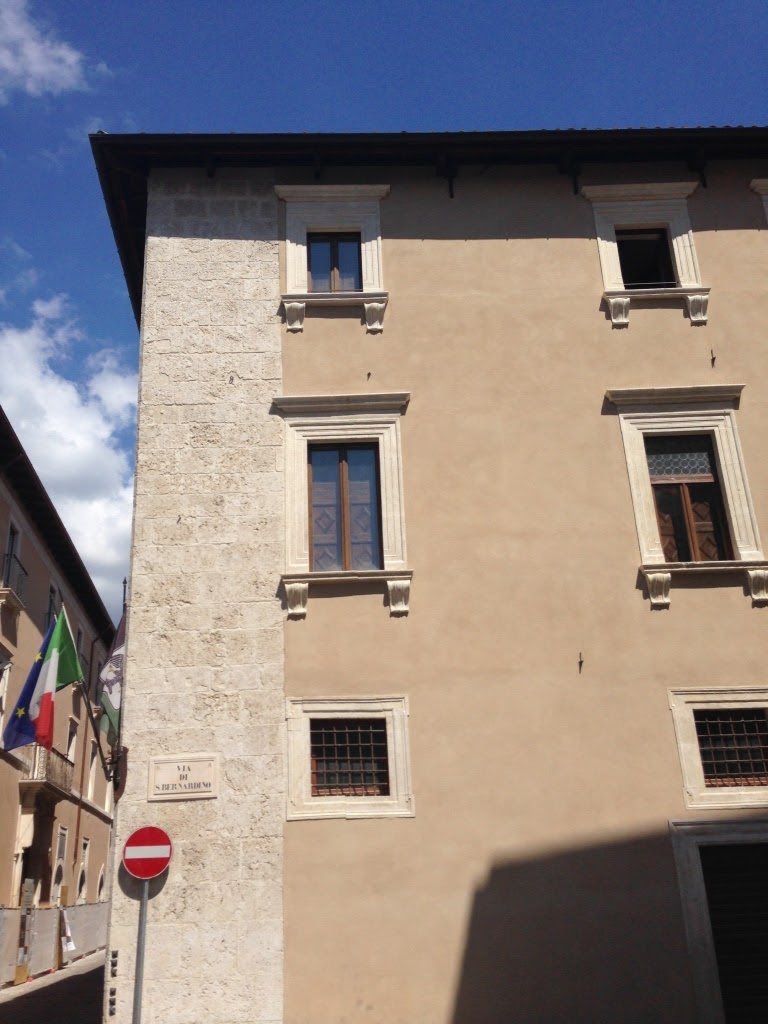
Palazzo Fibbioni Lopez restaurato
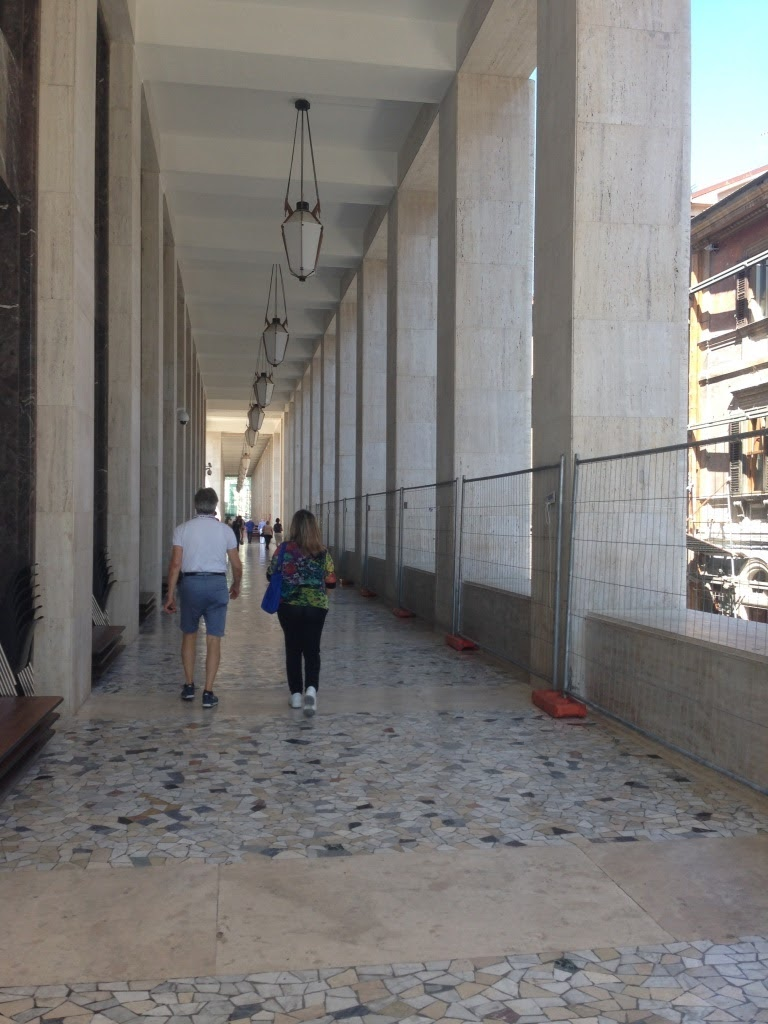
Portici del Palazzo INA
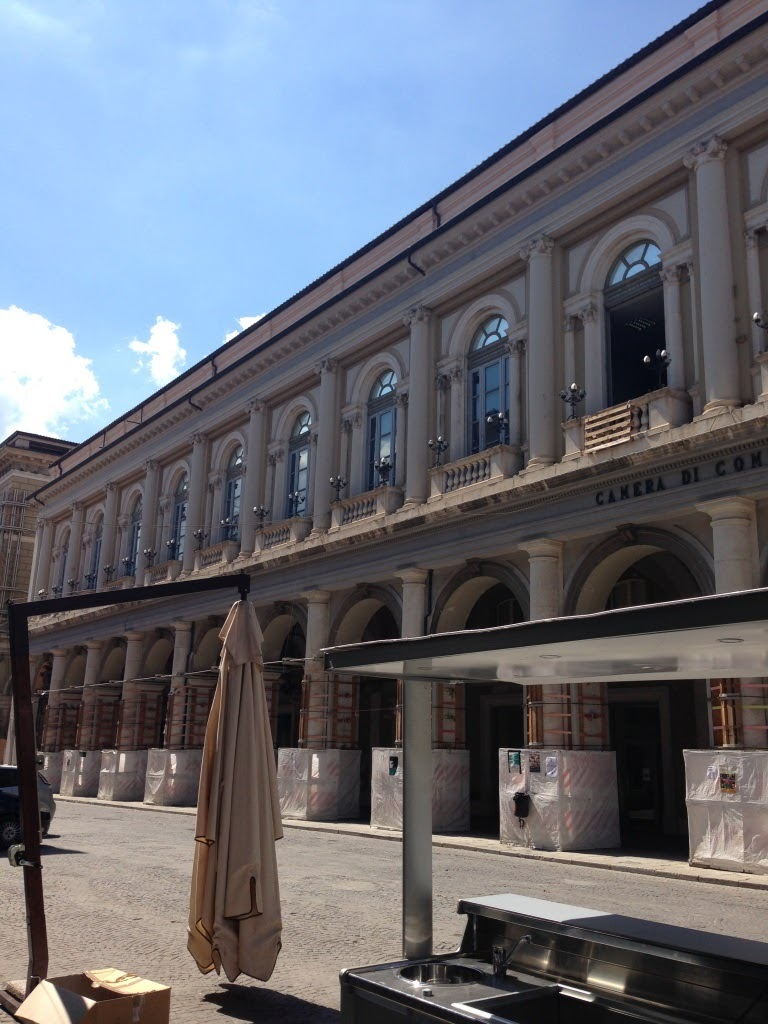
La Camera di Commercio dell'Aquila
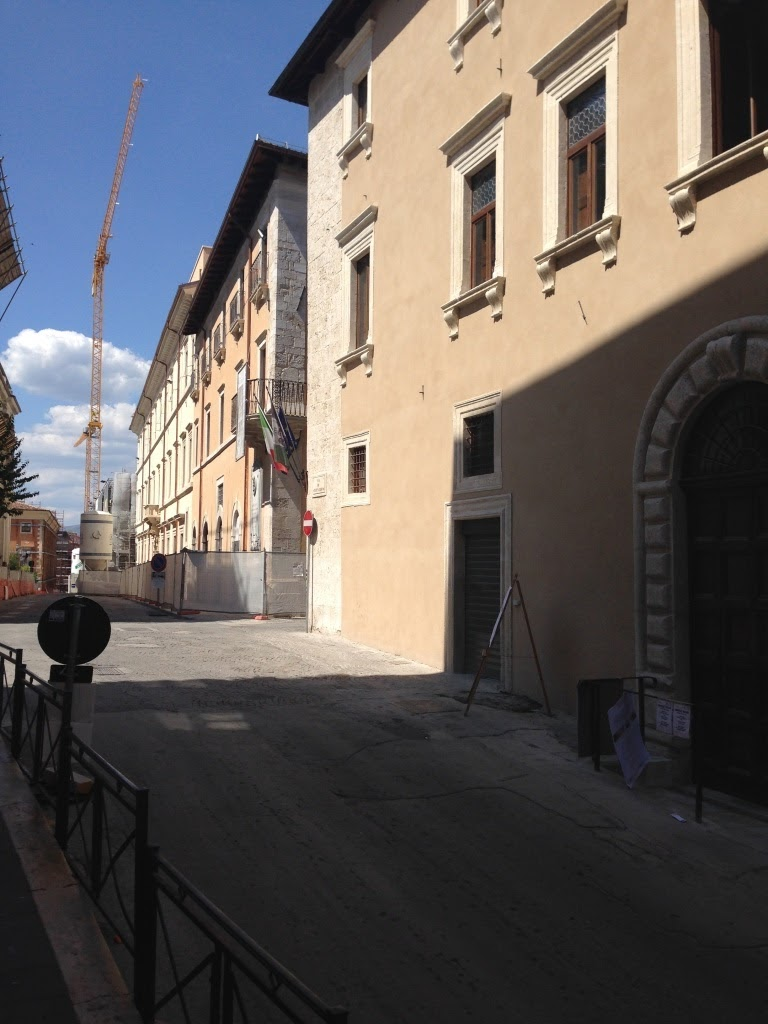
Palazzo Fibbioni e dopo Palazzo Ciolina Ciampella
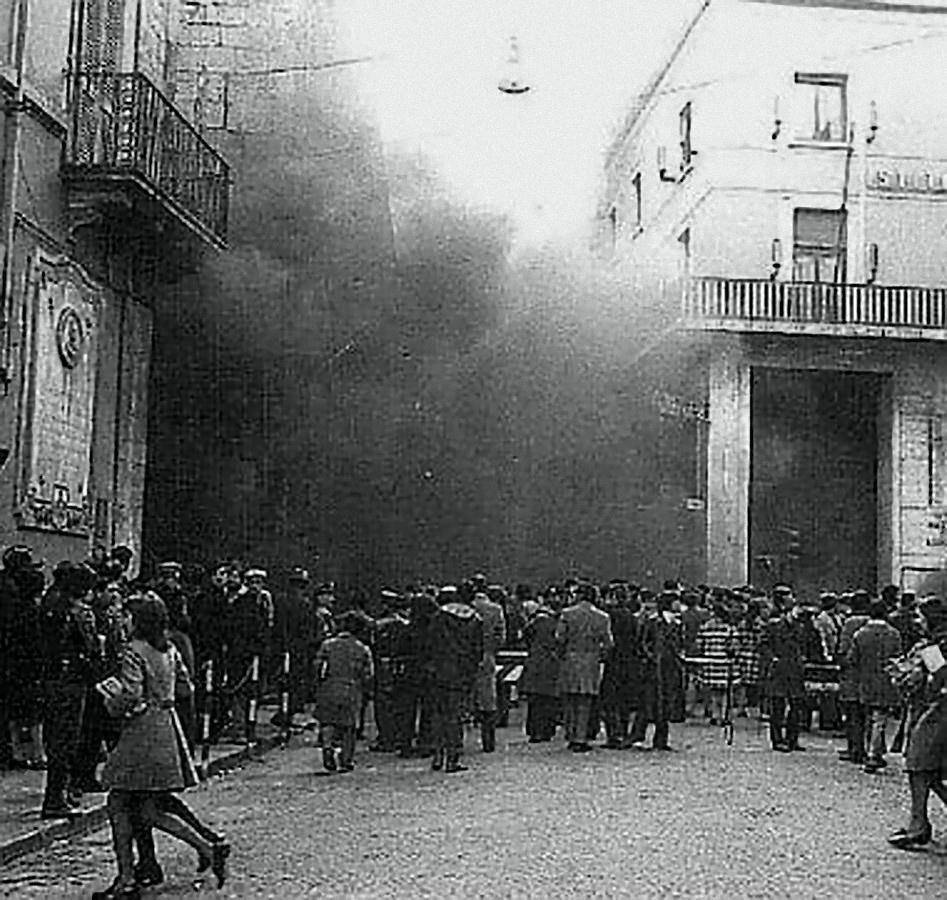
Fiamme ai Quattro Cantoni durante i moti dell'Aquila, nel febbraio 1971.